# 3924 Birch
3924 Birch este un asteroid din centura principală, descoperit pe 11 februarie 1977 de Edward Bowell.